# Terschellingia paxi
Terschellingia paxi är en rundmaskart som beskrevs av W. Schneider 1939. Terschellingia paxi ingår i släktet Terschellingia och familjen Linhomoeidae. Inga underarter finns listade i Catalogue of Life.